# Desesperación

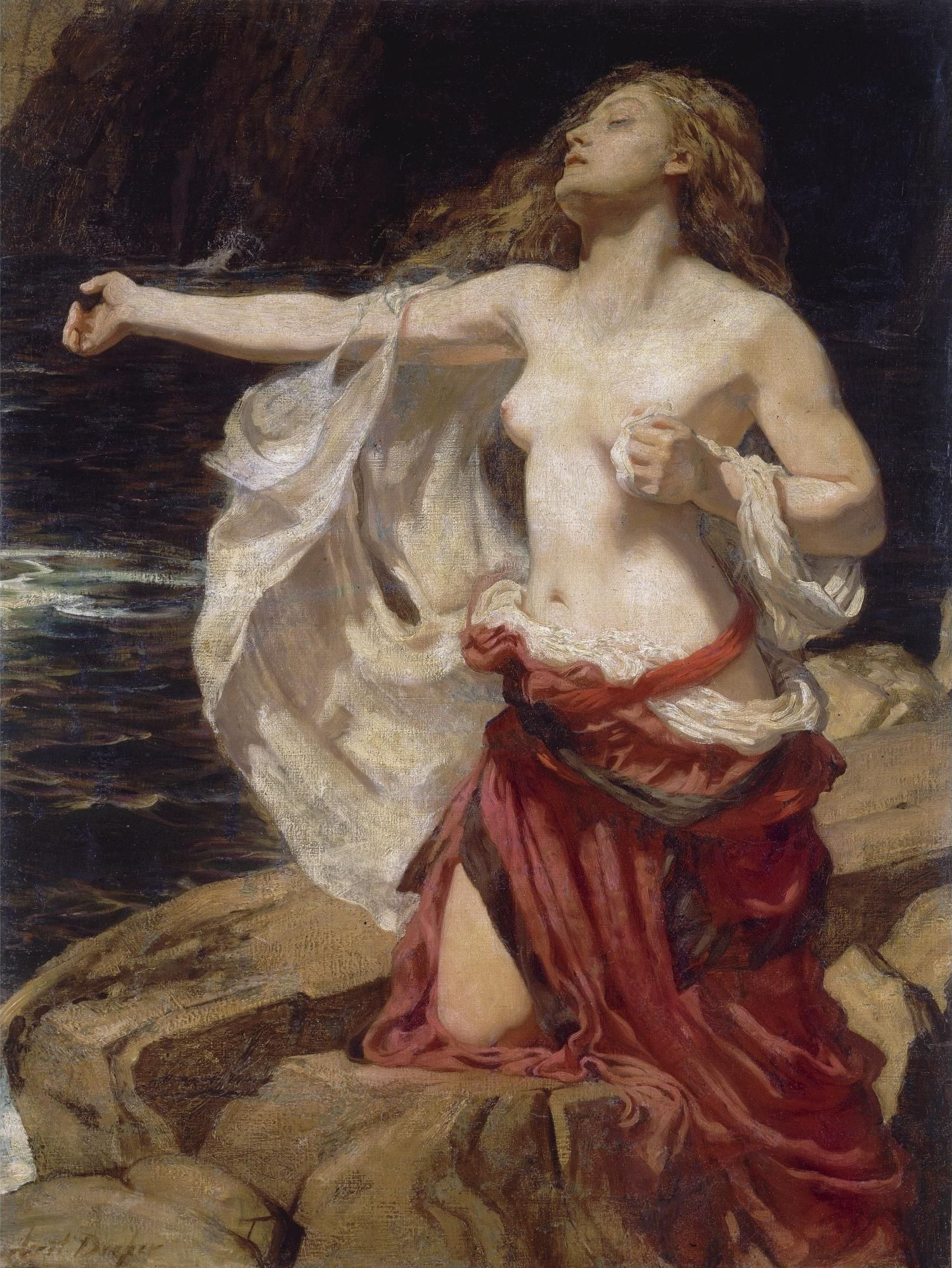

Se llama desesperación a la pérdida total de la esperanza y también a la cólera, despecho o enojo.
Søren Kierkergaard, define la desesperación como: "(...) la pérdida total de esperanzas, inclusive la de morir".
La desesperación no es solo la falta de esperanza, como pudiera creerse, no mirando más que a la corteza etimológica de la voz, sino positiva reacción contra el bien, cuya necesidad por una parte nos aqueja y que juzgamos por otra imposible de lograr. Por esto Santo Tomás, al clasificar las pasiones, sea como actos, sea como estados psicológicos, colocó a la desesperación entre los irascibles (Summa Theologiae, I, II quaestiones 40 a 44) que miran el bien arduo, a cuya presencia se ha el apetito per accessum et per recessum, abalanzándose hacia él, mientas lo estima a su alcance, pero sintiéndose repelido y positivamente alejándose de él, de que se le presenta como imposible. 
Por consiguiente, evoca el Angélico el dicho de Aristóteles (III Ethicorum, c. 3) quum ventum fuerit ad aliquod impossibile tum homines discedant; ley del espíritu consecuente al estado de violencia en que se halla; le acosa la necesidad del bien que desespera, se siente por tanto llevado tras él irresistiblemente, quizá en su prosecución ha puesto a prueba medios y recursos extremos, acallando presentimientos de su imposibilidad, pues ésta, con inmovilidad incontrastable en el camino de sus crecientes afanes ¿qué más natural que a su choque tomen contraria dirección las concentradas energías, se empleen en huir del bien, tiendan como a hacerlo imposible, a aniquilarlo si pudieran, y ya que no, a aniquilar el propio sujeto que tras él iba, para que a una imposibilidad se sume otra? De ahí se sigue que por dos caminos directos puede amansarse por la razón la bravura de este sentimiento:
- a) poniendo en su punto la necesidad del bien, haciendo por persuadir al desesperado que no es tal bien, que aunque lo sea no le es necesario o que sin él podría pasar, que hallará otros que le equivalgan, que así lo han experimentado otros, que dé lugar a la experiencia siquiera como prueba transitoria...
- b) haciendo otro tanto sobre la imposibilidad de lograrlo, que no hay tal, que no ha puesto en juego medios eficaces, que fracasaron por circunstancias que ya no existen, que quedan tales y cuales recursos, que la constancia decidirá de su eficacia, etc.

Los medios indirectos y remotos van a evitar la inconsideración y la precipitación en determinaciones y a moderar en general los ímpetus y apasionamiento en cuanto se ejecuta.
Este sentimiento aparece cuando el sujeto cree que ya no es capaz de escapar de una situación indeseada (por ejemplo, su muerte está cerca, siente un gran dolor físico o la creencia de que nunca llegara su felicidad) y empieza a hacer últimos intentos de escapar de dicha situación, como correr, lanzar objetos, dar gritos, agredir a los demás, etc.
Sin embargo, no todo va dirigido hacia el área del dolor físico o creencial, Félix Lope de Vega y Carpio, justifica que la desesperación en sí misma es una pasión que nace por la más grande pasión que vive el ser humano, el amor.

## Teología
La teología cristiana presenta la desesperación atribuida a la falta de esperanza. Dicha falta de esperanza es ligada a la falta de Cristo en el conocimiento cognitivo de Dios.
En la teología católica se llama desesperación al pecado o vicio directamente contrario a la virtud teologal de la esperanza; por él o sus actos rehúye la voluntad, estimándola como imposible, la consecución del último fin y asimismo todos los medios, ordenados por Dios y puestos al alcance del hombre por conseguirla. Parte de la creencia de que la eterna dicha es inalcanzable, contraviniendo el precepto divino de esperar en la consecución de la bienaventuranza.

## Iconografía
La desesperación se personifica en una mujer que cae desplomada, con un puñal en el pecho y una rama de ciprés en la mano, teniendo a sus pies un compás roto. También se representa por un hombre de rostro ensangrentado y lívido, cejijunto y sombrío y cuyos cabellos son serpientes, en el momento de arrojarse sobre un puñal sujeto en el suelo por la empuñadura.